# Pěchotní sbor (Izrael)

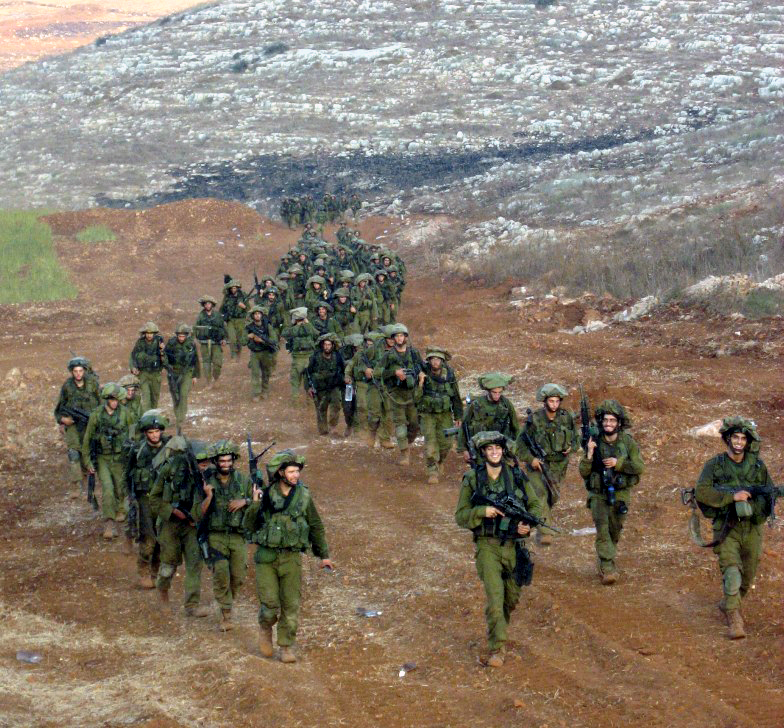
Příslušníci brigády Nachal se vrací z Libanonu, 2006

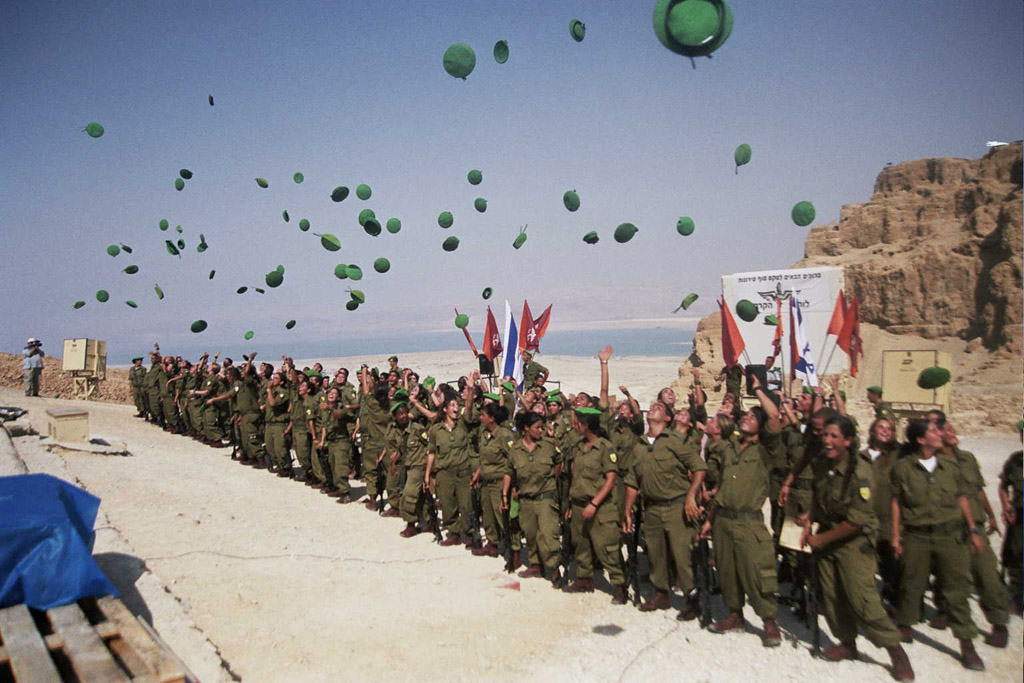
Příslušníci praporu Karakal při slavnostní ceremonii na Masadě

Izraelský pěchotní sbor je jedním ze sborů Izraelských pozemních sil. Skládá se z několika pravidelných a záložních jednotek a brigád, které operativně přijímají rozkazy od oblastních velitelství Izraelských obranných sil.

## Pravidelné brigády
- brigáda Golani (severní velitelství),
- výsadkářská brigáda (centrální velitelství),
- brigáda Nachal (centrální velitelství),
- brigáda Kfir (centrální velitelství),
- brigáda Giv'ati (jižní velitelství).

## Samostatné prapory
- Mečový prapor (299. prapor) je prapor tvořený drúzy.
- Pouštní průzkumný prapor (585. prapor) je prapor tvořený beduíny.
- Prapor Karakal (33. prapor), pojmenovaný po kočkovité šelmě karakal, je smíšený prapor, v němž slouží muži i ženy.

## Samostatné jednotky
- jednotka Duvdevan (působí na Západním břehu Jordánu),
- jednotka Maglan (zvláštní pěchotní jednotka),
- jednotka Okec (jednotka psovodů).